# Oscilador estocástico
El Oscilador Estocástico (Stochastic Oscillator en inglés) es una variable estadística que está construida a través de la posición de una Cotización con respecto a su máximo y a su mínimo, dentro de un período específico.
Esta variable se mueve dentro del intervalo cerrado {\displaystyle \left[0,1\right]}, es decir, entre cero y 100 por ciento.
A través de su examen gráfico, este instrumento de Análisis técnico bursátil, entrega señales de compra o venta.
Este Estadístico se puede expresar formalmente de la siguiente forma:
{\displaystyle {\mbox{S}}=100\left({\frac {VC-Min}{Max-Min}}\right)}
Donde:
- S: Es el estocástico.
- VC: Es el Valor de Cierre de la última sesión.
- Máx y Mín: Es el valor máximo y mínimo, respectivamente, de la cotización dentro del período que estamos analizando.

Los periodos que generalmente se evalúan comprenden 1 semana o un mes, específicamente 5 sesiones o 20, respectivamente.
A continuación se presenta un ejemplo gráfico, absolutamente necesario para la compresión cabal de esta herramienta.

## Señales
Las señales, que indiquen al analista que la Acción estudiada se debe comprar o vender, se perciben principalmente cuando la línea del oscilador estocástico (S) corta a su media móvil ({\displaystyle \Delta \;_{S}}).
Entonces, decimos que si S corta en forma ascendente a {\displaystyle \Delta \;_{S}} se nos da señal de compra. Y si S se mantiene por sobre su media móvil, la señal se mantiene. En el gráfico se puede observar esta situación en la circunferencia de color azul.
Inversamente, si S corta a {\displaystyle \Delta \;_{S}} en forma descendente se da señal de venta, y mientras S se mantenga abajo, la tendencia se mantendrá en venta. Este caso observa en el gráfico en la circunferencia de color amarillo.

## Zonas
Dentro de este gráfico se presentan dos zonas muy relevantes, generalmente denominadas: Zona de Sobrecompra y Zona de Sobreventa. 
Para trabajar con esta variable se traza una línea horizontal en el 50%, que comúnmente se le llama “zona neutral”. Además se dibujan dos líneas adicionales y paralelas a la primera. Una en el 80% y otra en el 20%. Estos rangos están por defecto en muchas páginas de Internet de análisis técnico, aunque generalmente son configurables.
Entonces, la zona de sobrecompra se ubicaría en la parte superior del gráfico, dentro del intervalo 100% y 80%. En cambio, la zona de Sobreventa estaría en la parte inferior de este, específicamente en el intervalo 0% a 20%.

## Confirmaciones
Cabe tener presente que, antes de tomar cualquier decisión de inversión basada en esta herramienta, debe ser primero confirmada por otros aspectos, los cuales pueden ser:
- Cuando sea la segunda o tercera señal seguida que se presente.
- Cuando estos cortes de curvas ocurran dentro de las zonas de sobrecompra o sobreventa.
- Cuando después de presenciarse la señal, se rompa una resistencia o soporte de trascendencia.